# 努爾米耶爾維

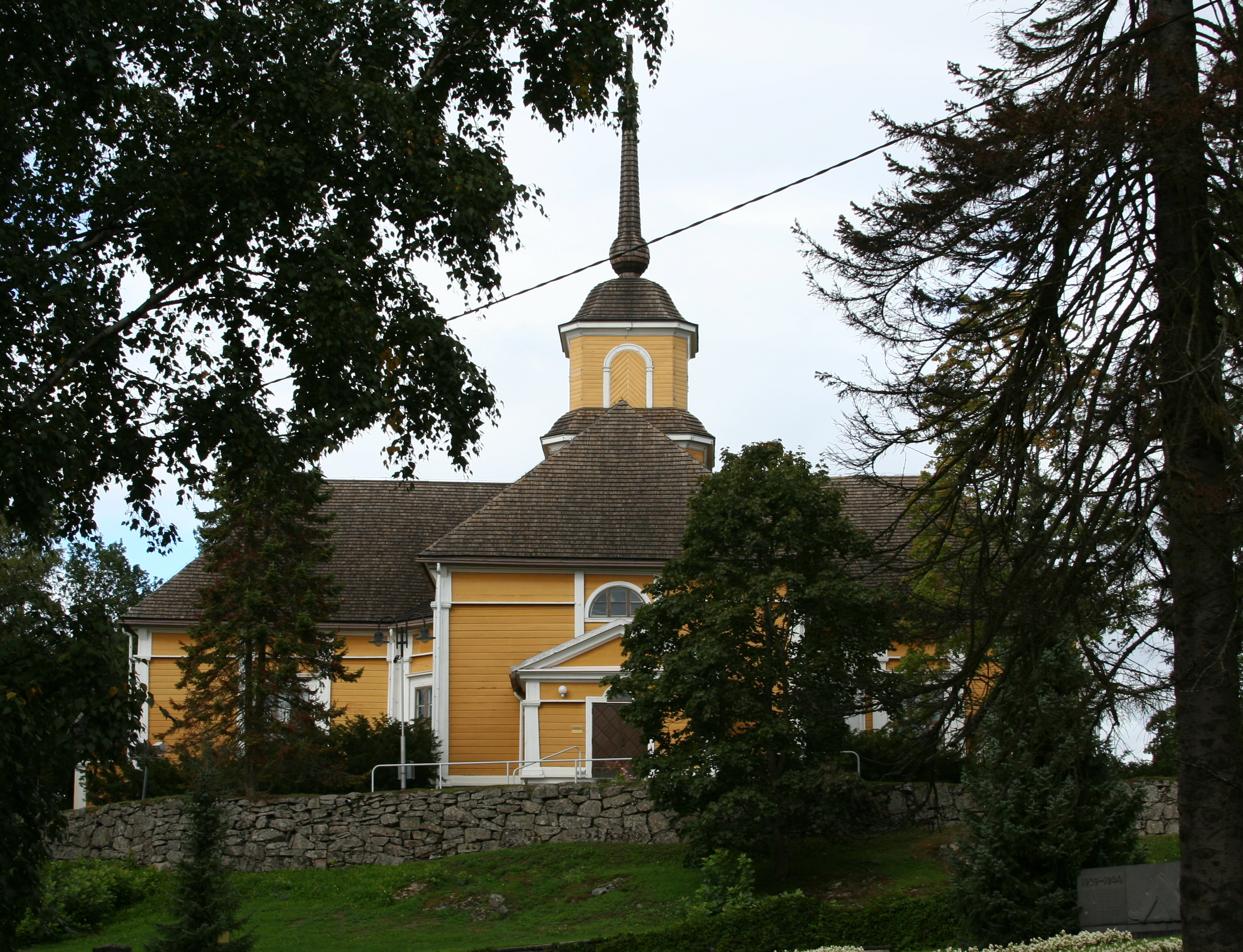
努爾米耶爾維教堂

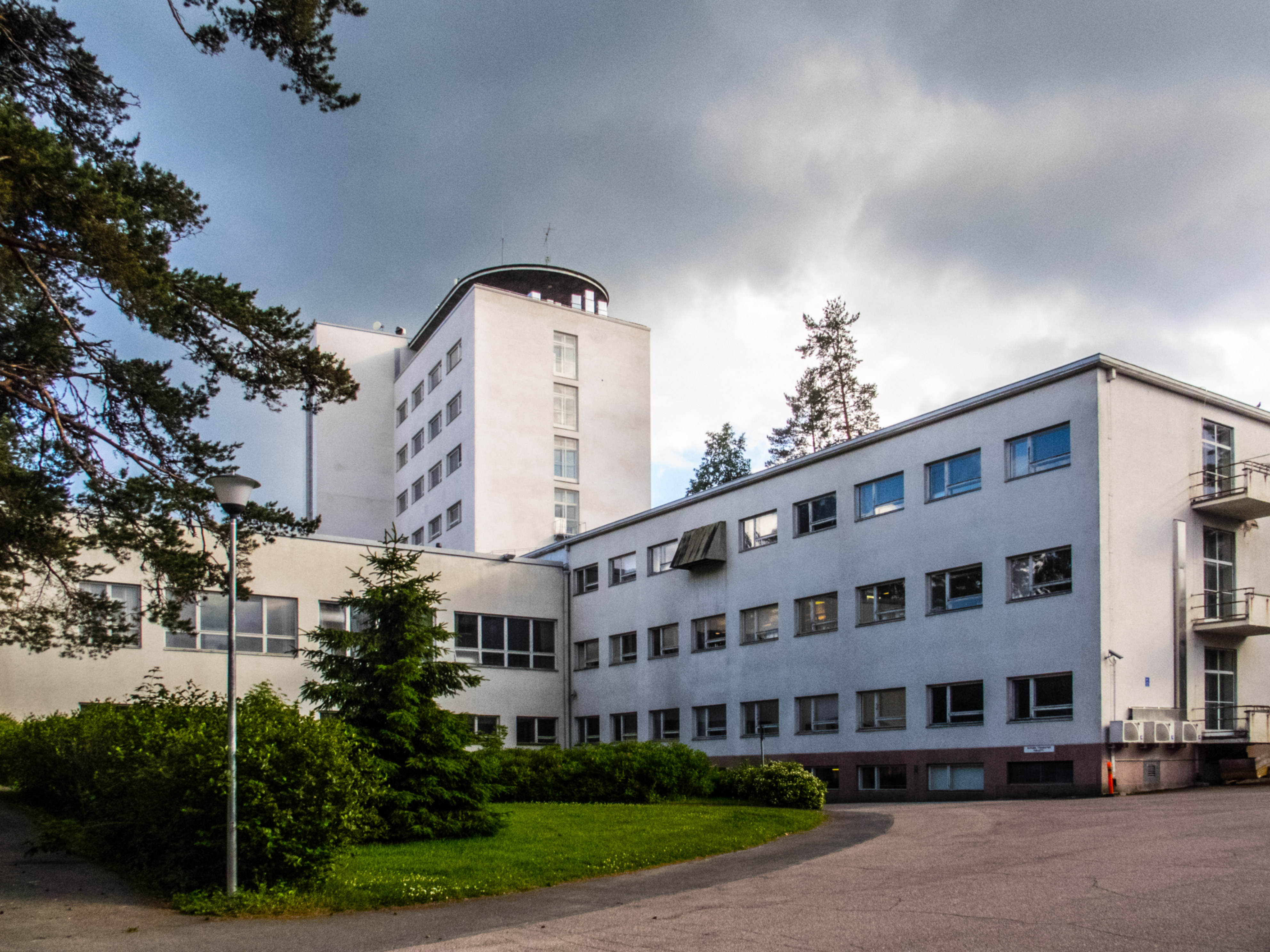
基利亚瓦医院

努爾米耶爾維（芬蘭語：Nurmijärvi，芬蘭語發音：[ˈnurmiˌjærʋi]）是芬蘭新地區的市鎮，位於該國南部，始建於1605年，面積367平方公里，2013年人口40,796，人口密度為每平方公里112.75人。

## 外部連結
- 努爾米耶爾維市镇官方网站 （页面存档备份，存于） （文） （瑞典文） （英文）